# Fuente de Sansón
La Fuente de Sansón (en ucraniano: Фонтан Самсон) es una fuente barroca de Ucrania en el raion Podil de la ciudad de Kiev. Fue construido en el siglo XVIII, más tarde destruida por los bolcheviques, ya sea en 1934 o 1935, y reconstruida en 1981.
Fue construida durante 1748-1749 después de la decisión del magistrado Podil de reparar el sistema de distribución de agua. El proyecto fue asignado a Ivan Hryhorovych-Barskyi, descendiente de la familia Podil y un graduado de la Academia Mohyla de Kiev.

## Descripción
La base de la fuente está formada por un pilón de piedra con el plano horizontal characterístico del barroco, cuya forma, radicalmente simplificada, parece a un octógono con un diámetro monumental de 17 metros. Justo del centro de la superficie del agua surge un pedestal en forma de prisma con cuatro gárgolas, una por cada lado, que forma la base para las cuatro figuras de atlantes que cargan sobre sus hombros una concha enorme, desde cuyo centro, en la parte superior de la fuente, surge otro pedestal con la escultura del personaje bíblico de Sansón sobre el lomo de un león.
Cuatro jarrones ornamentales de piedra están colocados por el borde del pilón principal. Alrededor de la fuente están distribuidos 24 balaustres de piedra unidos por cadena fornida.

## Historia
Proporcionalmente con el creciente número de habitantes de České Budějovice durante los siglos XVI y XVII, aumentó también la cantidad de agua consumida por familias y usada en agricultura y artesanía. Eso causaba cada vez más complicaciones con abastecimiento de la ciudad con agua. Por eso, en 1716 la Junta Municipal decidió construir una fuente, desde la que el agua sea distribuida a algunas calles de la ciudad. Para que la fuente no solo tuviera un uso práctico, sino también decorativo, el lugar elegido para su construcción era el centro de la plaza, donde originalmente había una picota.
El diseño de la nueva fuente fue elaborado por un jesuita, František Baugut de Jindřichův Hradec. El cantero elegido para su realización fue Zachariáš Horn, el maestro cantero de České Budějovice. Las estatuas de la fuente fueran esculpidas por Josef Dietrich, también proveniente de České Budějovice, que, aparte de la fuente, es el autor de otras obras escultóricas en la ciudad. La construcción de la fuente fue realizada entre los años 1721 y 1727.
La concha superior, que sirve para contener el agua, fue tallada por el maestro Horn directamente en una cantera que hay cerca de Besednice, al lado de Trhové Sviny, desde donde fue en 1722 transportada a České Budějovice a pesar de las complicaciones causadas por su gran tamaño. Los cuatro jarrones ornamentales y los balaustres de piedra alrededor de la fuente son, también, una creación de Horn. Por otro lado, la escultura de Sansón amansando el león, los cuatro atlantes que cargan sobre sus hombros la concha y las cuatro gárgolas que escupen el agua son obra de Josef Dietrich.
La construcción de una torre de agua llamada Vodárenská věž fue completada en 1724 en la ribera derecha del río Vltava para que el agua de la fuente pueda ser bombeada desde ese río. El agua fue llevada a la ciudad por cañerías que estaban debajo de la superficie del río, lo cual era considerado un notable éxito tecnológico en la época.
La fuente cumplía su propósito práctico durante mucho tiempo e incluso durante la estación invernal cuando solía ser cubierta para evitar que el agua se congelara, aun con las  temperaturas más bajas.
En 1990 la fuente fue sometida a una reconstrucción durante la cual las esculturas originales fueron sustituidas por copias. Hoy en día la obra escultórica original de la fuente está exhibida en la planta baja del ayuntamiento de České Budějovice.
La fuente es parte del Patrimonio Cultural de la República Checa.

## Datos técnicos
El plano horizontal interno de la fuente mide aproximadamente 15 m y su volumen es de 237 m³, de los que unos 200 m³ forman el volumen aprovechable.